# Dolichos schweinfurthii
Dolichos schweinfurthii är en ärtväxtart som beskrevs av Hermann August Theodor Harms. Dolichos schweinfurthii ingår i släktet Dolichos och familjen ärtväxter. IUCN kategoriserar arten globalt som livskraftig. Inga underarter finns listade i Catalogue of Life.